# 2008年夏季奧林匹克運動會紀念鈔票
2008年夏季奧林匹克運動會紀念鈔票，是中國人民銀行、中銀香港及中國銀行澳門分行為紀念2008年夏季奧林匹克運動會分別發行的人民幣（面值10元）、港元（面值20元）及澳門元（面值20圓）鈔票。
港元奧運紀念鈔可分為單張、四連張及全版35張三種，澳門幣奧運紀念鈔可分為單張及四連張兩種，另外港元與澳門幣的聯合紀念鈔套裝可分為港元與澳門幣單張及港元與澳門幣四連張兩種，人民幣紀念鈔則只發行1款單張10元鈔票。
在市民眼中，此套紀念鈔不單是紀念品，也是可炒賣的商品。

## 中國大陸
纪念钞正面主景图案为国家体育场鸟巢，上方为第29届奥林匹克运动会会徽图案，背景为天坛图案，整体呈蓝绿色。纪念钞背面主景图案为古希腊雕塑「掷铁饼者」和运动员群像图案以及「2008」字样。

### 种类
人民币单张，共600万张，每張面值人民币10元

钞票尺寸：148.5mm长x72.0mm宽。

## 香港
奧運紀念鈔票為香港特別行政區法定貨幣，但不擬作普通流通鈔票，全部裝幀並以高於面值的價格在香港、澳門及其他海外地區公開發售。奧運紀念鈔票的銷售收入在扣除面值金額及相關費用後（包括奧運特許權費、設計、印製、裝幀、銷售等成本），所有淨收益將撥捐中銀香港慈善基金、香港公益金及本港其他慈善團體。這既是慶賀和紀念北京奧運會，也是層面廣泛的社會公益活動。
港幣紀念鈔票的發行量為400萬張，裝幀品種包括單張、連張，合計314萬套，包括無冠字連號和冠字連號AA、HK、BJ四組，其中一部份與中國銀行澳門分行同時發行的奧運紀念鈔票組合裝幀。

### 設計
奧運紀念鈔正面主景分別為古代奧林匹克運動會遺址建築、北京2008奧運會會徽及香港中銀大廈，籍以體現傳統與現代人類文明在時間和空間上的融合，寓意奧林匹克精神的傳承與發展。鈔票背面以北京奧運會主體育場國家體育場（「鳥巢」）為主景，輔以具有中國傳統特色的祥雲圖案及香港市花紫荊圖案，象徵香港市民心繫北京奧運的熱情及美好祝願。
港幣紀念鈔票的色調、尺寸與2003年序列的港幣20圓一致，在保留其主要防偽特徵的同時，採用了新型清晰、透光水印和變色開放式保安線等。

### 種類
東方之珠迎奧運
- 港幣單張，共281萬套，每套售價港幣138元
- 鈔票尺寸：143mm闊x71.5mm高
- 裝幀尺寸：230mm闊x150mm高

四方同賀迎奧運
- 四連張港幣鈔票套裝，共3萬套，每套售價港幣338元
- 鈔票尺寸：143mm闊x286mm高
- 裝幀尺寸：230mm闊x385mm高

五環連心迎奧運
- 整版35連張港幣鈔票，共2萬套，每套售價港幣1,338元
- 鈔票尺寸：715mm闊x500.5mm高
- 裝幀尺寸：55mm直徑x530mm高

港澳攜手迎奧運
- 港幣與澳門幣單張鈔票套裝，共25萬套，每套售價港幣268元
- 鈔票尺寸：143mm闊x71.5mm高
- 裝幀尺寸：340mm闊x150mm高

八面生輝迎奧運
- 港幣與澳門幣四連張鈔票套裝，共3萬套，每套售價港幣868元
- 鈔票尺寸：143mm闊x286mm高
- 裝幀尺寸：370mm闊x400mm高

## 澳門
澳門幣奧運紀念鈔正背面右方均印有29屆奧林匹克運動會紀念中葡文字樣。鈔票主色為紫色，正面是中國銀行大廈和古代奧運聖火盆，及2008年北京奧運會會徽。 背面主題圖案是「鳥巢」，右邊有象徵澳門的金蓮花圖案。

### 種類
- 單張（濠江金蓮迎奧運）售價澳門幣88元
- 4連張（澳門版四方同賀迎奧運）售價澳門幣328元
- 港幣紀念鈔單張（即香港版的東方之珠迎奧運）售價澳門幣143元
- 港幣澳門幣一一連張（即香港版的港澳攜手迎奧運）售價澳門幣278元
- 港幣澳門幣四四組合（即香港版的八面生輝迎奧運）售價澳門幣898元